# 基特里奇 (伊利諾伊州)
基特里奇（英語：Kittredge）是位於美國伊利諾伊州卡洛爾縣的一個非建制地區。該地的面積和人口皆未知。

## 地理
基特里奇的座標為42°07′59″N 89°46′44″W / 42.13306°N 89.77889°W，而該地的平均海拔高度為259米（即850英尺）。